# Microphthalmus biantennatus
Microphthalmus biantennatus är en ringmaskart som beskrevs av Wu, Zhao och Westheide 1993. Microphthalmus biantennatus ingår i släktet Microphthalmus och familjen Hesionidae. Inga underarter finns listade i Catalogue of Life.